# جلفا (آذربایجان شرقی)
جُلفا شهر گمرکی و مرزی کشور ایران، در جنوب ساحل رود مرزی ارس در ۱۳۵ کیلومتری شمال تبریز و ۶۵ کیلومتری شمال مرند و ۱۳۵ کیلومتری شمال غرب ورزقان در استان آذربایجان شرقی واقع شده است. مردم این شهر به زبان ترکی آذربایجانی سخن می‌گویند.
جلفا، به لحاظ جغرافیایی و به دلیل واقع شدن در نقطه صفر مرزی و همسایگی با کشورهای ارمنستان و آذربایجان و مهم‌تر از همه بهره‌مندی از خط آهن سراسری و اتصال آن به آسیای میانه و قفقاز از اهمیت فراوانی برخوردار بوده و یکی از شهرهای مهم و ترانزیتی کشور محسوب می‌شود. همچنین قرار گرفتن جلفا در منطقه آزاد تجاری-صنعتی ارس که در حال تبدیل به یکی از قطب‌های تجاری-صنعتی ایران و منطقه است، به اهمیت این منطقه افزوده است منطقه آزاد ارس و به‌خصوص جلفا دومین مقصد گردشگری استان بعد از تبریز محسوب می‌شود و با توجه موقعیت مناسب مرزی بین سه کشور ایران، جمهوری آذربایجان و ارمنستان دارای بازارچه‌های مرزی، مراکز خرید و مجتمع‌های تجاری بسیار زیادی می‌باشد. وجود آثار تاریخی متعدد از جمله کلیساهای تاریخی مختلف و کاروانسراها نشان از تاریخ غنی این منطقه و اهمیت آن در گذشته می‌باشد. در کنار این پتانسیل‌ها، شهرستان جلفا به دلیل موقعیت ویژه و واقع شدن در منطقه تجاری ارس، قطب مهم تجاری و بازرگانی ایران محسوب می‌شود.
در جلفا آثاری از جنگ ایران و روسیه یافت می‌شود. همچنین آثاری دیگری از روسیه من جمله راه‌آهن جلفا به تبریز و بالعکس است که ساخت روسیه است. حتی قطار آن ساخت روسیه است.

## نام‌گذاری
جلفا در لغت به معنی بافنده است. در گذشته این منطقه یکی از مراکز مهم پرورش کرم ابریشم بود و مردم آن در تولید ابریشم و پارچه‌های حریر تخصص داشتند. به دستور شاه عباس صفوی در حدود ۳ هزار نفر از اهالی ارمنی‌تبار جلفای ارس به جلفای اصفهان کوچ داده شدند تا در تولید و صدور ابریشم از راه خلیج فارس که مهم‌ترین کالای صادراتی ایران آن عصر بود، فعالیت نمایند و صنایع مختلف که ارامنه جلفای آذربایجان با آن آشنا بودند به ساکنان جلفای اصفهان یاد دهند. شاه عباس به خاطر راحتی و آسایش آن‌ها، شهری به شکل جلفا در کنار زاینده رود بنا کرد که به همین نام معروف است. طی عهدنامه ترکمان‌چای شهر جلفا به دو قسمت تقسیم شد که بخش بزرگ‌تر آن با نام جولفا (Julfa) در جمهوری خودمختار نخجوان در خاک جمهوری آذربایجان و بخش کوچک‌تر نیز در خاک ایران با نام جلفا (Jolfa) قرار گرفته است.

## سابقه تاریخی

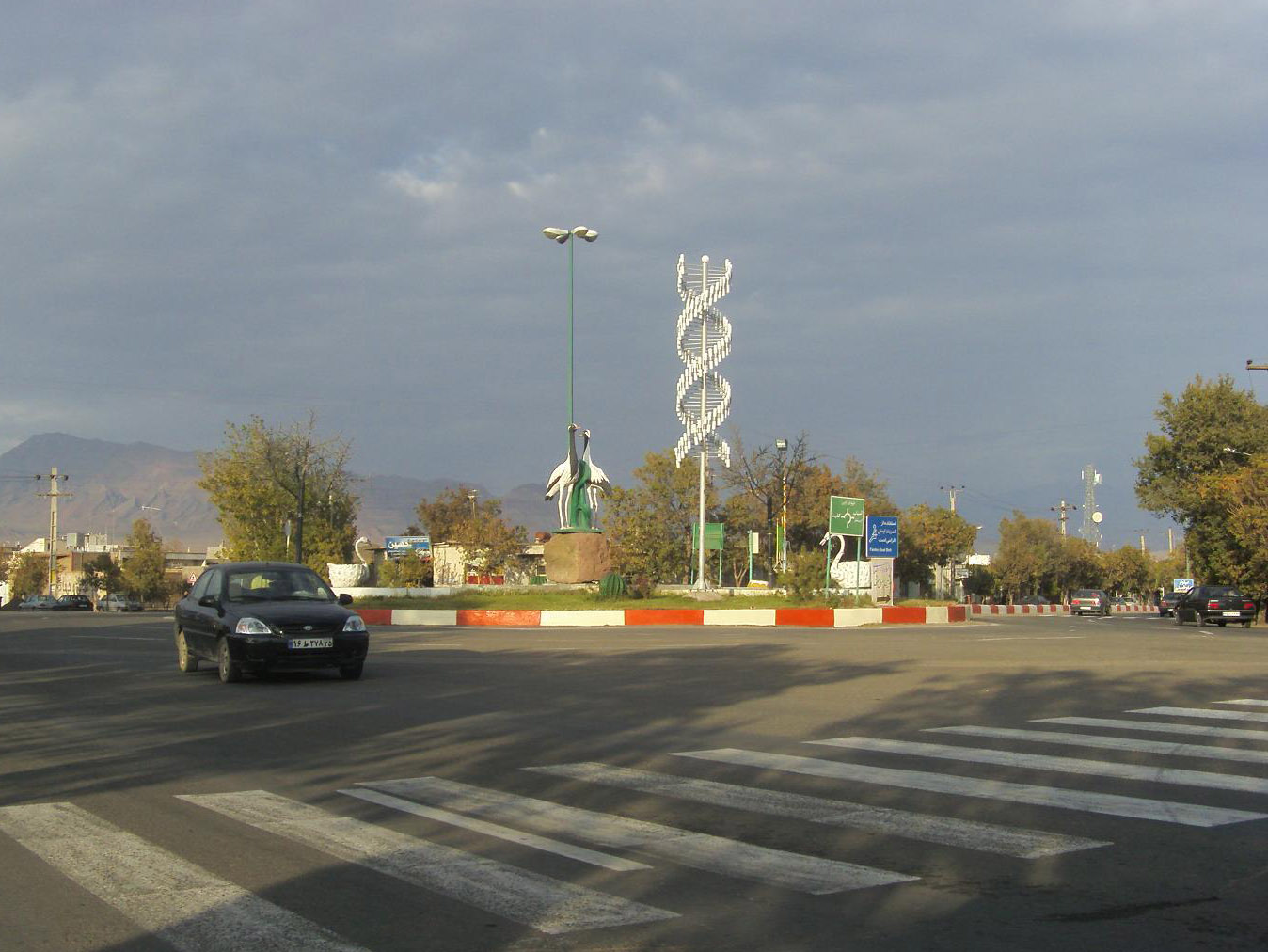
میدان ورودی شهر جلفا

شهر جلفا از زمان‌های قدیم به خاطر موقعیت جغرافیایی و استراتژی اهمیت خاصی داشته و از لحاظ فرهنگی و مدنی دارای شهرتی بس فراوان بوده است. به‌طوری که اصحاب الرس در زمان حضرت سلیمان بن داود در این منطقه ظهور کرده و سبب ایجاد دوازده شهر در کنار رودخانه ارس شدند، که نام دوازده ماه بر آن‌ها اطلاق گردید.
اقلیت‌های مذهبی ایران در ایالات شمال‌غرب و به خصوص ارومیه از مسیحیان ارمنستان می‌باشند که اغلب ساکنان قدیمی جلفا بودند.
روز سوم اسفندماه ۱۳۹۳ روستای حق‌ویردی‌آباد به مساحت ۶۰ هکتار به شهر جلفا الحاق شد.
حتی اسب‌های جشن‌های ۲۵۰۰ شاهنشاهی ایران از آنجا آورده شده است.

## مردم
جمعیت شهر جلفا بر اساس سرشماری سال ۱۳۹۵ خورشیدی ۸٬۸۱۰ نفر بوده است. مردم این شهر به ترکی آذربایجانی صحبت می‌کنند.

## اماکن تفریحی

### پارک کوهستان
این پارک به وسعت ۲۶ هکتار در مجاورت رودخانه ارس و نقطه صفر مرزی ایران و آذربایجان با فاصله ۵ کیلومتری از شهر جلفا واقع شده است این پارک با داشتن چشم‌اندازهای زیبای کوهستانی و سواحل رودخانه ارس و همچنین قرار گرفتن در ابتدای ژئوسایت پرمین تریاس در طول سال میزبان گردشگران بسیاری می‌باشد. با توجه به موقعیت و فضای مناسب و امکانات این پارک، در طول سال میزبان نمایشگاه‌ها و جشنواره‌های مختلف می‌باشد.

## صنایع دستی و سوغات
از مهم‌ترین صنایع دستی جلفا می‌توان به قالی بافی و گلیم بافی اشاره کرد، قدمت گلیم بافی در خود جلفا و روستاهای اطراف به بیش از صدها سال پیش بازمی‌گردد.
از دیگر صنایع دستی محبوب و قدیمی جلفا هم می‌توان به منبت کاری اشاره کرد.
مهم‌ترین و معروف‌ترین سوغاتی‌های شهر جلفا مربای گردوی ارمنستان، زیتون ترکیه و باقلوای استانبولی است.

## نقاط تاریخی و دیدنی

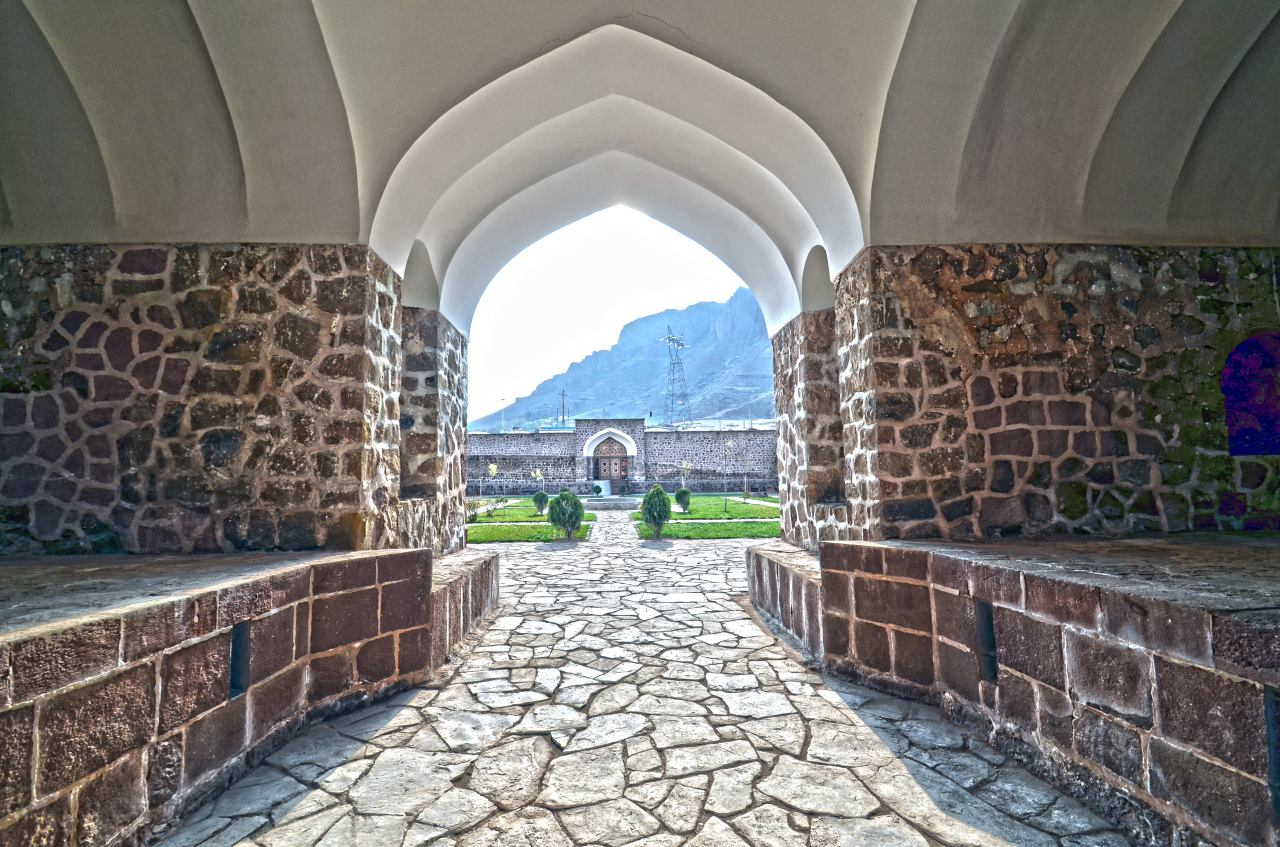
کاروان سرای خواجه نظر

حمام جلفا، کلیسای سنت‌استپانوس (واقع در ۲۶ کیلومتری غرب جلفا)، پل ضیاءالملک (نخجوانی)، آبشار آسیاب خرابه (واقع در ۲۷ کیلومتری هادی‌شهر در حاشیه رود ارس)، امامزاده شعیب دوزال، امامزاده سید محمد نوجه‌مهر (از نوادگان امام موسی کاظم (ع))، روستای کردشت (شامل مجموعه تاریخی و حمام کردشت)، روستای اوشتبین (روستای پله‌ای)، منطقة حفاظت‌شده ارسباران (با وسعت ۷۲ هزار هکتار در کناره‌های جنوبی رود ارس) و روستای زاویه (زیوه) که در ان امامزاده ای تاریخی که توسط یک معمار نخجوانی ساخته شده است و درخت‌هایی دو هزار ساله در حیاط ان امامزاده دارد.

## وضعیت اقتصادی
منطقهٔ آزاد ارس که بخش بزرگی از آن در شهرستان جلفا واقع شده با برخورداری از مرز مشترک با کشورهای آذربایجان، ارمنستان و جمهوری خودمختار نخجوان و وجود خطوط ارتباطی با اروپا و منطقهٔ قفقاز، ترکیه و حوزهٔ مدیترانه و قرارگیری در کریدورهای بین‌المللی حمل و نقل، پیشینهٔ تاریخی اقتصادی قابل توجه، اقلیم مناسب، منابع غنی آب، مراتع و ذخیره‌گاه‌های جنگلی، قابلیت‌های توسعهٔ گردشگری در زمینه‌های تاریخی، فرهنگی و طبیعی و ورزشی بین‌المللی و پتانسیل بالای رشد و توسعهٔ صنعتی، معدنی، کشاورزی، خدماتی و علمی و آموزشی به‌طور بالقوه نقش حائز اهمیتی را در ارتباط با چشم‌انداز بیست سالهٔ به خود اختصاص داده است. وجود معادن غنی و ایجاد صنایع وابسته و نزدیکی به شبکه‌های زیربنایی، زمینه‌های توسعهٔ فناوری‌های نوین، (بیوتکنولوژی، نانو تکنولوژی و IT) بستر را برای حضور مؤثر در عرصهٔ ملی در جهت رشد پرشتاب و مستمر اقتصادی و کسب جایگاه اول اقتصادی، علمی و فناوری در منطقه، را فراهم می‌آورد. همچنین سابقهٔ تاریخی مرکزیت تجاری منطقه و توانمندی‌های بالای صادراتی و با فراهم‌سازی زیرساخت‌های توسعه، فعالیت‌های بازرگانی در کنار گمرکات و مراکز تخلیه و بارگیری کالا می‌تواند بسترساز تعامل سازنده با جهان باشد. توسعهٔ این شهرستان به ترتیب بخش‌های بازرگانی، خدمات و صنعت است. وجود منطقهٔ آزاد صنعتی تجاری ارس در جوار شهرستان جلفا به عنوان بستری مناسب برای سرمایه‌گذاری صنعتی می‌باشد.